# Port lotniczy Margaret Ekpo
Port lotniczy Margaret Ekpo (IATA: CBQ, ICAO: DNCA) – międzynarodowy port lotniczy położony w Calabar, w stanie Cross River, w Nigerii.

## Linie lotnicze i połączenia
| Linia Lotnicza   | Kierunek           |
| ---------------- | ------------------ |
| Aero Contractors | 1. Abudża 2. Lagos |
| Air Peace        | 1. Abudża 2. Lagos |
| Ibom Air         | 1. Abudża 2. Lagos |